# Radio Network Controller
Ein Radio Network Controller (RNC; deutsch Funknetzwerk-Steuereinrichtung) ist ein Netzelement des digitalen UMTS-Mobilfunknetzes.

## Allgemeines
An einem Radio Network Controller sind mehrere UMTS-Basisstationen (Node B) angeschlossen. Die Schnittstelle zwischen einem RNC und einer Node B wird als Iub-Schnittstelle bezeichnet. Ein RNC bildet zusammen mit den an ihn angeschlossenen Node Bs ein Radio Network Subsystem (RNS). RNC bzw. RNS sind mit dem UMTS-Kernnetz verbunden. Die Schnittstelle zwischen RNC bzw. RNS und dem UMTS-Kernnetz ist die Iu-Schnittstelle.

## Aufgaben
Die wesentliche Aufgabe eines Radio Network Controller ist die Verwaltung der an ihm angeschlossenen Node Bs und deren Funkressourcen. Dazu gehört die Verwaltung der Codes für die WCDMA-Kanäle, die Regelung der Sendeleistung (Power Control) sowie die Veranlassung und Koordinierung des Zellwechsel (Handover). Anders als die Base Station Controller des GSM-Netzes, welche den Radio Network Controllern im UMTS-Netz entsprechen, können benachbarte RNCs über die Iur-Schnittstelle untereinander vernetzt sein. Die Iur-Schnittstelle wird im Wesentlichen für den sogenannten Soft Handover benötigt.
Um Entscheidungsgrundlagen für Power Control und Handover zu erhalten, werden von Mobilstation und Basisstation Pegel- und Qualitätsmessungen durchgeführt und die Messergebnisse dem RNC mitgeteilt.

## Rollen
- Controlling RNC - Ein RNC übernimmt gegenüber der an ihm angeschlossenen Node Bs, für welche er die Funkressourcen verwaltet, die Rolle des sogenannten Controlling RNC. Für jede Node B existiert genau ein Controlling RNC.
- Serving RNC - Im Bezug auf eine Verbindung zwischen User Equipment (UE) und dem UTRAN übernimmt ein RNC die Rolle des Serving RNC. Der Serving RNC verwaltet die Verbindung zwischen UE und UTRAN und steuert die Iub-Schnittstelle für das UE an. Für jedes UE mit einer Verbindung zum UTRAN existiert genau ein Serving RNC.
- Drift RNC - Ein RNC in der Rolle eines Drift RNC unterstützt einen Serving RNC mit von ihm verwalteten Funkressourcen.